# Notopleura triaxillaris
Notopleura triaxillaris är en måreväxtart som beskrevs av Charlotte M. Taylor. Notopleura triaxillaris ingår i släktet Notopleura och familjen måreväxter. Inga underarter finns listade i Catalogue of Life.